# Erik Kojzek
Erik Kojzek (* 2. Januar 2006 in Slovenj Gradec) ist ein österreichisch-slowenischer Fußballspieler.

## Karriere

### Verein
Kojzek begann seine Karriere beim NK Korotan Prevalje. Zur Saison 2018/19 wechselte er nach Österreich in die Jugend des Wolfsberger AC. Ab der Saison 2020/21 durchlief er dann auch sämtliche Altersstufen in der Akademie der Lavanttaler. Im März 2023 debütierte er für die Amateure des WAC in der Regionalliga. Bis zum Ende der Saison 2022/23 absolvierte er 15 Regionalligaspiele, in denen er sechsmal traf. In der Saison 2023/24 kam er zu 27 Einsätzen, in denen er neun Tore machte.
Zur Saison 2024/25 rückte Kojzek in den Profikader der Wolfsberger. Sein Profidebüt gab er im Juli 2024 im ÖFB-Cup gegen den ASV Draßburg. In jener Partie, die Wolfsberg 7:0 gewann, erzielte er gleich zwei Tore. Im August 2024 folgte anschließend sein Debüt in der Bundesliga, als er am ersten Spieltag jener Saison gegen den SK Austria Klagenfurt in der 61. Minute für Thomas Sabitzer eingewechselt wurde.

### Nationalmannschaft
Im September und Oktober 2024 kam Kojzek gegen Katar, Polen, Irland und Österreich in vier Länderspielen der slowenischen U-19-Nationalmannschaft zum Einsatz. Die nachfolgende Qualifikation zur U-19-EM 2025 verpasste er im Herbst aufgrund einer Knöchelverletzung und im Frühjahr aufgrund eines Mittelfußbruchs. Bereits mehrfach wurde er auch in die slowenische U-21-Auswahl berufen, kam für diese jedoch zu keinen Einsätzen.
Im Mai 2025 berichteten Medien über einen möglichen Verbandswechsel von Kojzek vom slowenischen zum österreichischen Fußballverband; er lebt seit seinem zwölften Lebensjahr in Österreich. Kurz zuvor war er noch von Andrej Razdrh in die slowenische U-20-Nationalmannschaft einberufen worden.

## Erfolge
- Österreichischer Cupsieger: 2025